# Splinter (2008)
Splinter ist ein US-amerikanischer Horrorfilm aus dem Jahr 2008 von Regisseur Toby Wilkins, der auch, zusammen mit Kai Barry und Ian Shorr, das Drehbuch verfasste. Seine Premiere fand am 31. Oktober 2008 statt.

## Handlung
Polly und Seth freuen sich auf ihren Ausflug zum Hochzeitstag. Die gemeinsame Unternehmung wird unterbrochen, als Polly vom Kidnapper Dennis entführt wird. Die drei Personen ahnen jedoch nicht, dass ein Monster ebenfalls auf sie Jagd macht.

## Kritik
Das Lexikon des internationalen Films urteilte, bei der Produktion handle es sich um einen „[u]ngewöhnliche[n] Horrorfilm“, dem es gelinge, das „Zombie-Sujet durchaus effektvoll“ zu variieren, jedoch „etliche ungewohnte Schockbilder“ aufbiete.

## Hintergrund
Splinter gewann sechs Auszeichnungen bei den Screamfest Horror Film Festival in den Kategorien Bester Schnitt, Beste Filmmusik, Beste Spezialeffekte, Bestes Make-Up, Beste Regie und Bester Film.